# Pirobelonita
La pirobelonita és un mineral de la classe dels fosfats, que pertany al grup de l'adelita-descloizita. Rep el nom del grec πυρ per "foc" i βελόνη per "agulla", en al·lusió al seu color i a l'hàbit acicular dels seus cristalls.

## Característiques
La pirobelonita és un vanadat de fórmula química PbMn2+(VO₄)(OH). Cristal·litza en el sistema ortoròmbic. La seva duresa a l'escala de Mohs és 3,5. És l'anàleg amb Mn2+ de la čechita.
Segons la classificació de Nickel-Strunz, la pirobelonita pertany a «08.BH: Fosfats, etc. amb anions addicionals, sense H₂O, amb cations de mida mitjana i gran, (OH, etc.):RO₄ = 1:1» juntament amb els següents minerals: thadeuïta, durangita, isokita, lacroixita, maxwellita, panasqueiraïta, tilasita, drugmanita, bjarebyita, cirrolita, kulanita, penikisita, perloffita, johntomaïta, bertossaïta, palermoïta, carminita, sewardita, adelita, arsendescloizita, austinita, cobaltaustinita, conicalcita, duftita, gabrielsonita, niquelaustinita, tangeïta, gottlobita, hermannroseïta, čechita, descloizita, mottramita, bayldonita, vesignieïta, paganoïta, jagowerita, carlgieseckeïta-(Nd), attakolita i leningradita.

## Formació i jaciments
Va ser descoberta a Långban, al municipi de Filipstad (Värmland, Suècia). Posteriorment també ha estat descrita en altres indrets del municipi suec, així com al Canadà, els Estats Units, Alemanya, Àustria, Gal·les, Noruega, Suïssa, Itàlia, Namíbia, el Japó i Austràlia.